# 拉法乌·格林斯基
拉法乌·格林斯基（波蘭語：Rafał Gliński，1982年12月29日—），生于弗罗茨瓦夫，波兰男子手球运动员。他曾代表波兰国家队参加2009年世界男子手球锦标赛，获得一枚铜牌。